# Quaternella
Quaternella es un género de plantas fanerógamas de la familia Amaranthaceae. Su especie: Quaternella confusa, es originaria de Brasil donde se encuentra en el Cerrado.

## Taxonomía
Quaternella confusa fue descrita por  Troels Myndel Pedersen y publicado en Bulletin du Muséum National d'Histoire Naturelle, Section B, Adansonia. Botanique Phytochimie 12(1): 94, f. 4. 1990.